# 阿默湖白鮭
阿默湖白鮭為輻鰭魚綱鮭形目鮭科的一種，被IUCN列為極危保育類動物，分布於德國的阿默湖，體長可達20公分，棲息深度在水深40至85公尺，繁殖期在6至7月，屬肉食性，以水生昆蟲等為食，可做為食用魚。